# Chaetacis osa
Chaetacis osa är en spindelart som beskrevs av Levi 1985. Chaetacis osa ingår i släktet Chaetacis och familjen hjulspindlar.
Artens utbredningsområde är Costa Rica. Inga underarter finns listade i Catalogue of Life.